# Iput
Iput fue una reina del  Antiguo Egipto, hija del faraón Unas, el último rey de la dinastía V. Se casó con Teti, primer faraón de la dinastía VI. Su hijo fue Pepi I Meryre.

## Vida
Iput era hija del faraón Unas de la dinastía V. Su madre era Nebet o Khenut. Se casó con el faraón Teti, el primero de la dinastía VI. Su hijo fue el faraón Pepi I. Iput está representada con su hijo Pepi en una estela-decreto de Coptos. Los restos esqueléticos encontrados en su pirámide la muestran como una mujer de mediana edad.
Iput tuvo otro hijo varón, Nebkauhor. También tuvo varias hijas: Seshseshet Waatetkhethor, Seshseshet Idut, Seshseshet Nubkhetnebty y Seshseshet Sathor.

### Títulos de Iput I

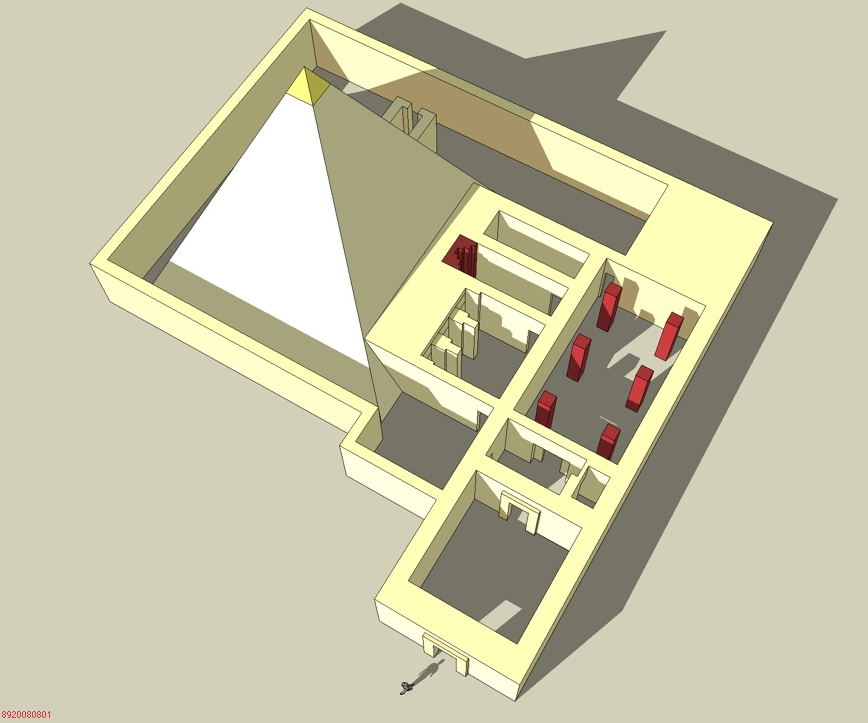
Pirámide de Iput I

Iput tuvo varios títulos por ser la hija de un rey: Hija del rey del Alto y el Bajo Egipto (s3t-niswt-biti), hija del cuerpo del rey (s3t-niswt-nt-kht.f), hija del Dios (s3t-ntr), hija de este Dios (s3t-ntr-wt).
Otros títulos los tenía por estar casada con un faraón: esposa del rey, su amada (hmt-nisw meryt.f), compañera de Horus (smrt-hrw), grande del cetro hetes (wrt-hetes), la que ve a Horus y Seth (m33t-hrw-stsh), y grande en alabanzas (wrt-hzwt).
Iput obtuvo aún más títulos cuando su hijo Pepi ascendió al trono: madre del rey (mwt-niswt), Madre del rey dual (mwt-niswt-biti) y madre del rey de la pirámide Mennefer-Pepy (mwt-niswt-mn-nfr-ppy).

## Sepultura
Iput fue sepultada en Saqqara, en una pirámide cercana a la de Teti. Las pirámides de Iput y Khuit las descubrió Victor Loret entre julio de 1897 y febrero de 1899.
La cámara sepulcral contenía un sarcófago de caliza y un ataúd de cedro. En ellos se descubrieron los restos de una mujer de mediana edad. Parte de su ajuar funerario ha sobrevivido. Ello incluye los vasos canopos, un reposacabezas y un brazalete de oro. Sus restos están en el Museo Egipcio de El Cairo. El brazalete se encontró en el brazo de Iput. La cámara además contenía varios recipientes, incluyendo cerámica roja pulida y una copa de cristal de roca. También había modelos de vasijas y de herramientas, algunos de los cuales originalmente tuvieron un recubrimiento de oro.